# Hedotettix angustivertex
Hedotettix angustivertex is een rechtvleugelig insect uit de familie doornsprinkhanen (Tetrigidae). De wetenschappelijke naam van deze soort is voor het eerst geldig gepubliceerd in 1908 door Bolívar.